# Marie Avgeropoulos
Marie Avgeropoulos (/ævdʒɛrɔːˈpuːlɔːs/; sinh ngày 17 tháng 6 năm 1986) là một diễn viên, người mẫu Canada - Hy Lạp. Cô được biết đến nhiều nhất với vai Octavia Blake trong bộ phim truyền hình của nhà đài The CW’s The 100 (2014–nay).

## Thời thơ ấu
Marie sinh ra tại Thunder Bay, Ontario, Canada. Gia đình cô là người Hy Lạp. Marie Avgeropoulos đã bắt đầu tập chơi đánh trống khi 16 tuổi. Sau khi học báo chí 2 năm tại quê nhà, Marie chuyển đến Châu Âu. Vài tháng sau đó, cô quay trở về Canada và định cư tại Vancouver.

## Sự nghiệp
Một trong những người bạn của Marie đã mời cô tham gia buổi casting tại Vancouver, nơi tìm kiếm tài năng chơi đánh trống. Một tài năng viên đã phát hiện ra tài năng của Marie và mời cô tham gia quảng cáo tại một số quốc gia khác nhau. Cô nhận được sự chú ý từ đạo diễn phim Chris Columbus. Ông đã mời Marie đóng phim I Love You, Beth Cooper và trở thành vai diễn điện ảnh đầu tiên của cô. Sự xuất hiện của Marie trong phim đã cho cô cơ hội tham gia nhiều bộ phim và chương trình truyền hình hơn.
Năm 2010, Marie vào vai Kim Rhodes trong bộ phim Hunt to Kill, đem lại một vai diễn mang tính đột phá cho cô
Đầu năm 2013, Marie Avgeropoulos được chọn vào vai thứ chính trong bộ phim của nhà đài The CW's Cult. Mặc dù bộ phim đã thất bại khi số lượt xem vô cùng ít ỏi và bị hủy khi chỉ mới chiếu đến tập 7. 6 tập cuối của bộ phim được trình chiếu nốt vào mùa hè sau đó.
Không lâu sau khi bộ phim kết thúc, nhà đài The CW tiếp tục chọn Marie vào vai Octavia Blake một trong những nhân vật chính của bộ phim truyền hình khoa học - viễn tưởng, The 100

## Đời tư
Cuối năm 2018, Marie Avgeropoulos có liên quan đến một vụ bạo lực gia đình khi cô và bạn trai bị cáo buộc cãi nhau trong một chiếc ô tô trên đường cao tốc Ventura (134) ngay sau nửa đêm ngày 5 tháng 8 năm 2018. Cô đã dùng thuốc pha với rượu và bị buộc tội đánh bạn trai nhiều lần vào đầu, cổ và cánh tay, dẫn đến những vết thương nhẹ theo ghi nhận từ Văn phòng luật sư quận. Cô đã bị buộc tội bạo hành gia đình. Bạn trai của Marie đã bác bỏ cáo cuộc sau đó. Marie từng hẹn hò với diễn viên Taylor Lautner từ năm 2013 và kết thúc năm 2015.

## Thống kê

### Phim điện ảnh
| Năm  | Phim                                               | Vai            | Ghi chú   |
| ---- | -------------------------------------------------- | -------------- | --------- |
| 2009 | I Love You, Beth Cooper                            | Valli Wooley   |           |
| 2010 | ''Random Walk''                                    |                | phim ngắn |
| 2010 | Percy Jackson & the Olympians: The Lightning Thief | Aphrodite Girl |           |
| 2010 | Hunt to Kill                                       | Kim Rhodes     |           |
| 2011 | 50/50                                              | Allison        |           |
| 2012 | ''Fugitive at 17''                                 | Holly          |           |
| 2015 | Tracers                                            | Nikki          |           |
| 2015 | ''Numb''                                           | Cheryl         |           |
| 2015 | ''Isolation''                                      | Nina           |           |
| 2016 | ''A Remarkable Life''                              | Chelsea        |           |
| 2016 | Dead Rising: Endgame                               | Sandra Lowe    |           |

### Phim truyền hình
| Năm       | Phim                 | Vai             | Ghi chú                                  |
| --------- | -------------------- | --------------- | ---------------------------------------- |
| 2009      | Supernatural         | Taylor          | Episode: "After School Special"          |
| 2009      | Harper's Island      | Stacy           | Episode: "Bang"                          |
| 2009      | ''The Guard''        | Jeanette        | Episode: "Body Parts"                    |
| 2009      | Sorority Wars        | Missy           |                                          |
| 2010      | ''The Troop''        | Sarah           | Episode: "Speed"                         |
| 2010      | Fringe               | Leah / Waitress | 2 episodes                               |
| 2010      | ''Smoke Screen''     | Suzi            |                                          |
| 2010      | Human Target         | Jamie Hartloff  | Episode: "The Other Side of the Mall"    |
| 2011      | Eureka               | Bonnie          | Episode: "Reprise"                       |
| 2011      | Hiccups              | Terry           | Episode: "Sexual Healing"                |
| 2012      | ''Fugitive at 17''   | Holly Hamilton  |                                          |
| 2012      | Walking the Halls    | Amber           |                                          |
| 2012      | ''The Inbetweeners'' | Samantha        | 4 episodes                               |
| 2013      | 90210                | Cassie McCoy    | Episode: "The Empire State Strikes Back" |
| 2013      | Cult                 | Kirstie Nelson  | 10 episodes                              |
| 2014–2020 | ''The 100''          | Octavia Blake   | 72 episodes (vai chính)                  |

## Liên kết
- Marie Avgeropoulos trên IMDb